# 金句

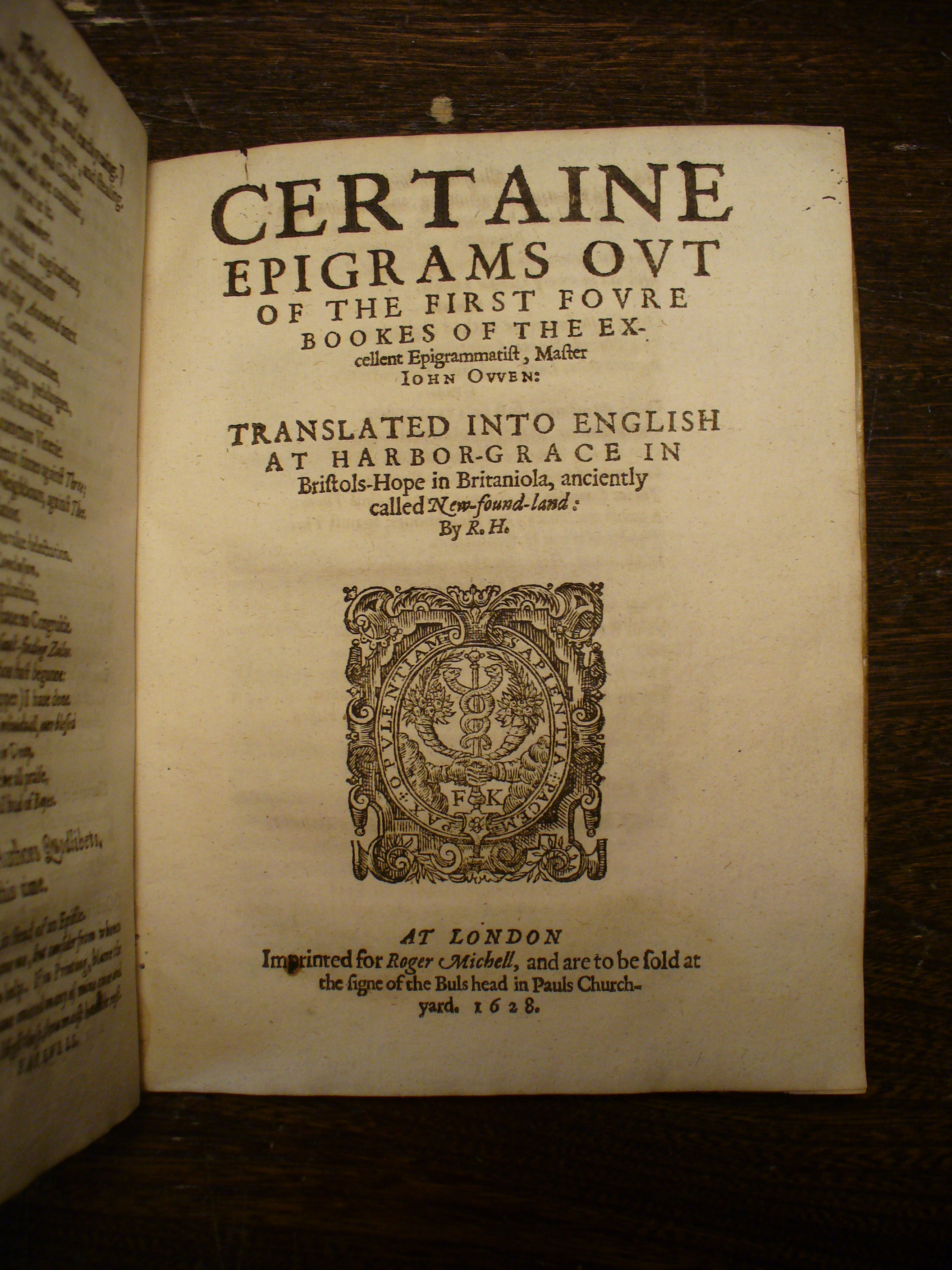
羅伯特·海曼 1628 年出版的書《純理論辯論集》（Quodlibets），其大部分內容都是關於金句的。

金句（英語：Epigram），又稱警句或者雋語，是一種簡短、有趣、令人難忘，有時具有諷刺意味的陳述。這個詞源自希臘語 ἐπίγραμμα（epígramma，意思為「銘文」），由 ἐπιγράφειν（epigráphein，「寫在上面」）演變而來。這種文學形式已有兩千多年的歷史。

## 古希臘

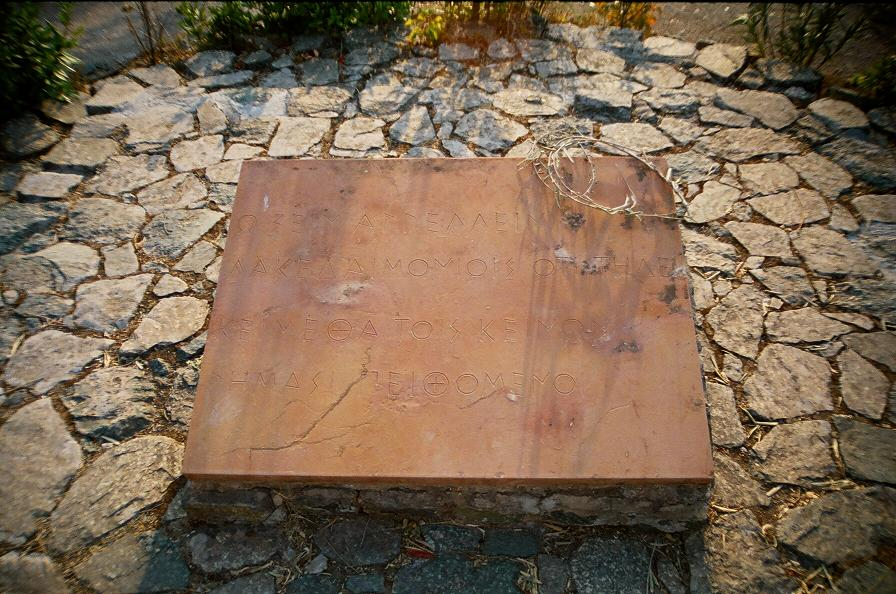
墓誌銘與西莫尼德斯的金句

古希臘的金句起初是刻在供奉品或墓碑上的詩，如在西莫尼德斯所寫，有關溫泉關戰役的墓誌銘中就有一句金句：「過路人，請告訴斯巴達人……」（希臘語：Ὦ ξεῖν', ἀγγέλλειν Λακεδαιμονίοις ὅτι τῇδε）。後來在希臘化時期，金句成為一種文學體裁，並在學術性詩集的基礎上發展起來。雖然現代的金句通常很短，但古希臘的文學金句並不總是如此短小。希臘文學金句的主要來源是《希臘詩選集》。

## 古羅馬
古羅馬的金句深受古希臘影響，但更多的是諷刺性，並且有時使用粗俗語言。許多古羅馬作家都創作過金句，其中馬提亞爾被認為是拉丁金句的高手，他的作品常以最後一句的笑話為特點。

## 英語
在早期英語文學中，金句和諺語通常以短詩的形式出現。莎士比亞、威廉·布萊克、拜倫、約翰·蓋伊和亞歷山大·蒲柏等作家都使用過金句。美國詩人艾米莉·狄金森在維多利亞時期也經常使用金句。

## 詩歌中的金句
許多詩人如柯勒律治、A.E.豪斯曼、本傑明·富蘭克林、約翰·德萊頓等都創作過金句詩。這些詩通常以簡潔和智慧為特點。

## 藝術中的金句
金句也常被用作藝術作品的標題，如查爾斯·馬里恩·羅素的畫作《當槍聲響起，死亡解決爭端》。

## 中文的警句
在中文中，警句通常是一句話或一段引語，主要用來激勵人心並保持某種情操品格，因此也被稱為「醒句」。「警句」這個詞語出自唐代段成式的《酉陽雜俎·諾皋記上》：「郭代公嘗山居，中夜有人面如盤，瞚目出於燈下。公了無懼色，徐染翰題其頰曰：『久戍人偏老，長征馬不肥。』公之警句也，題畢吟之，其物遂滅。」這段文字描述了一個驚險的情景，並通過一句簡短有力的警句來化解危機。《宋史．卷三○五．楊億傳》：「太宗召命賦詩于坐側；又上金明池頌，太宗誦其警句於宰相。」在《紅樓夢》第三十八回中，也提到：「通篇看來，各有各人的警句。」

## 延伸閱讀
- Bruss, Jon. 2010. "Epigram." In A Companion to Hellenistic Literature. Edited by James J. Clauss and Martine Cuypers, 117–135. Chichester, UK: Blackwell.
- Day, Joseph. 1989. "Rituals in Stone: Early Greek Grave Epigrams and Monuments." Journal of Hellenic Studies 109:22–27.
- Gow, A. S. F. 1958. The Greek Anthology: Sources and Ascriptions. Cambridge, UK: Cambridge Univ. Press.
- Henriksén, Christer (ed.). 2019. A Companion to Ancient Epigram. Hoboken: Wiley Blackwell.
- Nisbet, Gideon. 2003. Greek Epigram in the Roman Empire: Martial’s Forgotten Rivals. Oxford: Oxford Univ. Press.
- Nixon, Paul. 1963. Martial and the Modern Epigram. New York: Cooper Square.
- Petrain, David. 2012. "The Archaeology of the Epigrams from the Tabulae Iliacae: Adaptation, Allusion, Alteration." Mnemosyne 65.4–5: 597–635.

## 外部連結
维基词典中的词条「金句」
 维基语录上有关金句的语录
- Chisholm, Hugh (编). .  (第11版). London: Cambridge University Press. 1911.
- 文學和詩歌中的精選金句 （页面存档备份，存于）